# آلفرد فلبر
آلفرد فلبر (انگلیسی: Alfred Felber؛ ۱۹ سپتامبر ۱۸۸۶ – ۱۰ آوریل ۱۹۶۷) قایقران روئینگ اهل سوئیس بود.
وی در مسابقات کشوری و بین‌المللی در مجموع برندهٔ ۳ مدال طلا، ۲ مدال نقره، ۱ مدال برنز شده‌است.